# Фиалка низкая
Фиалка низкая (лат. Viola pumila) — травянистое многолетнее растение семейства Фиалковые, вид рода Фиалка.

## Ботаническое описание
Многолетнее травянистое растение высотой от 5 до 20 см. Стебель вертикальный, обычно ветвистый и полностью голый.
Все листья расположены на стебле поочерёдно и разделены на черешки и листовые пластинки. Черешки листьев длиной от 1 до 3 см, крылатые. Простая листовая пластинка длиной от 2,5 до 6 см, шириной от 0,8 до 1,2 см, длиной примерно в три-пять раз больше ширины, яйцевидная или узколанцетная. Основание лопасти клиновидное и суженное, верхушка лопасти округлая или заострённая, край листа мелкопильчатый по всему периметру. Стебли узколанцетные, длиной до 4 см и шириной около 4 мм. Средние — такой же длины, верхние — длиннее черешков листьев.
Период цветения в Северном полушарии приходится в основном на май и июнь. Цветки располагаются поодиночке в пазухах листьев. Цветоножки длиной от 3 до 8 см. Прицветники расположены над центром цветоножки. Цветки не имеют аромата.
Гермафродитный цветок длиной 1,5-2 см, зигоморфный, пятилепестковый с двойным околоцветником. Чашелистики ланцетные, заострённые, с квадратными придатками. Лепестки продолговато-яйцевидные, бледно-фиолетового цвета с тёмными прожилками. Нижний лепесток вместе со шпорцем имеет длину от 10 до 16 мм, сам шпорец 2-3 мм длиной, зеленовато-жёлтый и едва выступает над придатками чашечки. Клюв пестика направлен вверх и голый.
Плод — коробочка, удлинённо-яйцевидная, длиннее чашечки. Семена длиной 1,7-1,9 мм.
Число хромосом 2n = 40.

## Распространение и охранный статус
Встречается от умеренных регионов Европы до Западной Сибири. Основной ареал распространения — степные районы Венгерской равнины, Восточной Европы и Западной Сибири. Очень редка в Центральной Европе. Произрастает в Германии, Австрии, Швейцарии, Италии, Франции, Польше, Венгрии, Чехии, Словакии, Хорватии, Сербии, Болгарии, Румынии, Украине, Молдове, Беларуси, Эстонии, Латвии, Литве, России, Казахстане, Узбекистане, Таджикистане, Кыргызстане и Туркменистане.
Фиалка низкая растет на болотистых лугах. В Центральной Европе она обычно произрастает на влажных, богатых питательными веществами, известковых и бедных гумусом почвах. В Центральной Европе она является характерным видом ассоциации Cnidion. Поднимается на высоту 1200 метров над уровнем моря около Гапа в Приморских Альпах.
Гибрид Viola stagnina × Viola pumila (= Viola ×gotlandica) был замечен в местах, где также встречается Viola stagnina. Этот гибрид известен, в частности, из Нижней Франконии (Бавария).
Во многих местах, например, в Австрии и Швейцарии, фиалка низкая находится «под угрозой исчезновения». В Германии встречается очень редко, в частности, в долинах рек Рейн, Дунай, Эльба и Одер. В Красной книге исчезающих видов растений Германии Viola pumila классифицируется как «находящаяся под критической угрозой исчезновения».
В Швейцарии значения экологических показателей согласно Ландольту: индекс влажности F = 3+w+ (влажный, но сильно изменчивый), индекс освещенности L = 4 (яркий), индекс реакции R = 3 (от слабокислой до нейтральной), индекс температуры T = 3+ (субгорный и верхнеколлинеарный), индекс питательности N = 2 (бедный питательными веществами), индекс континентальности K = 3 (от субокеанического до субконтинентального), солеустойчивость 1 = толерантный.

## Таксономия
Viola pumila была впервые научно описана в 1785 году французским ботаником Домиником Ше в работе Plantae Vapincenses.